# Emilio Ybarra
Emilio de Ybarra y Churruca (San Sebastián, Guipúzcoa, 9 de noviembre de 1936-Madrid, 17 de julio de 2019) fue un banquero y empresario español.

## Biografía

### Infancia
Nació en el seno de una familia heredera de algunas de las principales empresas de Vizcaya. Su padre, Santiago de Ybarra, era hijo de Emilio de Ybarra y de la Revilla, y Pilar Zapata de Calatayud y Orovio. Pronto quedó huérfano, al ser asesinado su padre junto con otros miembros de la familia Ybarra y partidarios del bando sublevado durante la Guerra Civil en un buque-cárcel anclado en la bahía de El Abra de Bilbao, frente a Guecho, la localidad en la que residió toda su vida.
Fue criado por su madre, Dolores Churruca Zubiría, condesa de El Abra, y por su abuelo, Alfonso de Churruca y Calbetón. Su abuela materna, Teresa Zubiría Urízar, era hija de Luis Zubiría Ybarra y nieta de Luciano Urízar Echevarría. Fruto del matrimonio de Emilio Ybarra con su pariente (sus tatarabuelos eran hermanos) María de Aznar e Ybarra —cuya hermana Paz se casó con José Joaquín Puig de la Bellacasa— nacieron sus cuatro hijos: Emilio, Ignacio, María y Lucía Ybarra Aznar.

### Formación universitaria y desarrollo profesional
Era licenciado en Derecho por la Universidad de Valladolid y licenciado en Ciencias Económicas por la Universidad Comercial de Deusto (Bilbao).
En los años sesenta Emilio Ybarra tuvo una importante actividad política en Vizcaya, fue primer teniente de alcalde de Bilbao con Hurtado de Saracho entre 1961 y 1963, tras la dimisión de Hurtado de Saracho continuó en el ayuntamiento de Bilbao bajo la presidencia de Javier de Ybarra y Bergé hasta febrero de 1967. Fue gerente de la Orconera, compañía que gestionaba las principales minas de hierro de Vizcaya. Su vida profesional principalmente transcurrió en el Banco de Bilbao, donde fue consejero delegado y vicepresidente. Presidió el BBV (Banco Bilbao Vizcaya), tras la fusión de los dos bancos con sede en Bilbao, y el BBVA, este último resultado de la fusión del anterior con Argentaria, entre 1990 y 2001.
El 11 de abril de 2002, Ybarra renunció a la copresidencia de la Fundación Banco Bilbao-Vizcaya y a su puesto en el Consejo de Administración de BBVA Bancomer, la filial mexicana del banco, tras conocerse la existencia de diversas cuentas secretas en paraísos fiscales con el fin de gestionar fondos de pensiones opacos para el Ministerio de Hacienda, que estaban destinados a compensar la pérdida de retribuciones de los consejeros del BBV tras la fusión con Argentaria. En noviembre de 2005 Ybarra fue condenado por la Audiencia Nacional a seis meses de prisión y una multa de veintisiete mil euros por apropiación indebida. No llegó a ingresar en prisión por no tener antecedentes penales. Con todo, Ybarra presentó un recurso ante el Tribunal Supremo, que finalmente le absolvió en 2006, al entender que tenía poderes otorgados por el Consejo de Administración del BBVA para constituir fondos de pensiones.
Junto a su único hermano, Santiago, mantuvo el control de Vocento, el grupo de comunicación que preside su hijo Ignacio. Además, su hijo Emilio Ybarra Aznar ha sido director de El Correo, el principal diario de Vizcaya y Álava. También fue consejero de empresas como Tubos Reunidos y Corporación Financiera.
Falleció en Madrid, a causa de un derrame cerebral, a los 82 años.

## Asociaciones a las que perteneció
- Miembro de la Comisión Trilateral (Europa).
- Académico de número de la Real Academia de Ciencias Económicas y Financieras.
- Caballero de la Real Maestranza de Caballería de Zaragoza.

## Condecoraciones
- Gran cruz de la Orden del Mérito Civil (1967)
- Gran cruz de la Orden de Isabel la Católica (2002)
- Premio Juan Lladó